# Иван, један једини (филм)
Иван, један једини (енгл. The One and Only Ivan) је амерички играни/CGI фантастично-драмски чија је редитељка Теа Шерок из сценарија који је написао Мајк Вајт базиран на истоименом дечјем роману Кетрин Еплгејт. Инспирисан истинитом причом гориле Ивана, гласове позајмљују Сем Роквел као Иван, Анџелина Џоли, Дени Девито, Хелен Мирен, Бруклин Принс, Чака Хан, Рон Фанчес, Филипа Су и Мајк Вајт са људским ликовима које тумаче Рамон Родригез, Аријана Гринблет и Брајан Кранстон.
Пројекат је прво најављен 2014. и отишао у продукцију две године касније. Улоге су изабране између октобра 2017. и маја 2018, док се снимала током лета 2018. у Флориди. Првобитно планирана за биоскопско објављивање, филм Иван, један једини је 21. августа 2020. био доступан за стримовање на стриминг услузи Disney+ и добио млаке критике критичара. Филм је у Србији објављен 13. децембра 2020. на стриминг услузи HBO Go.